# Thrissops

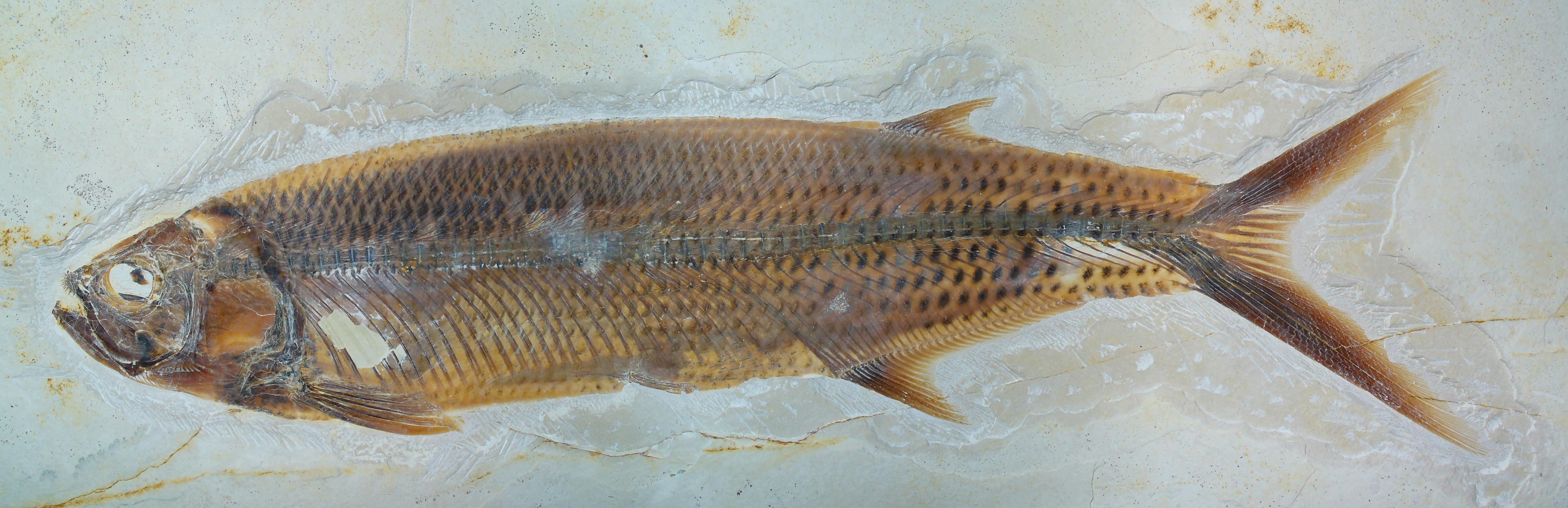
Thrissops cf formosus

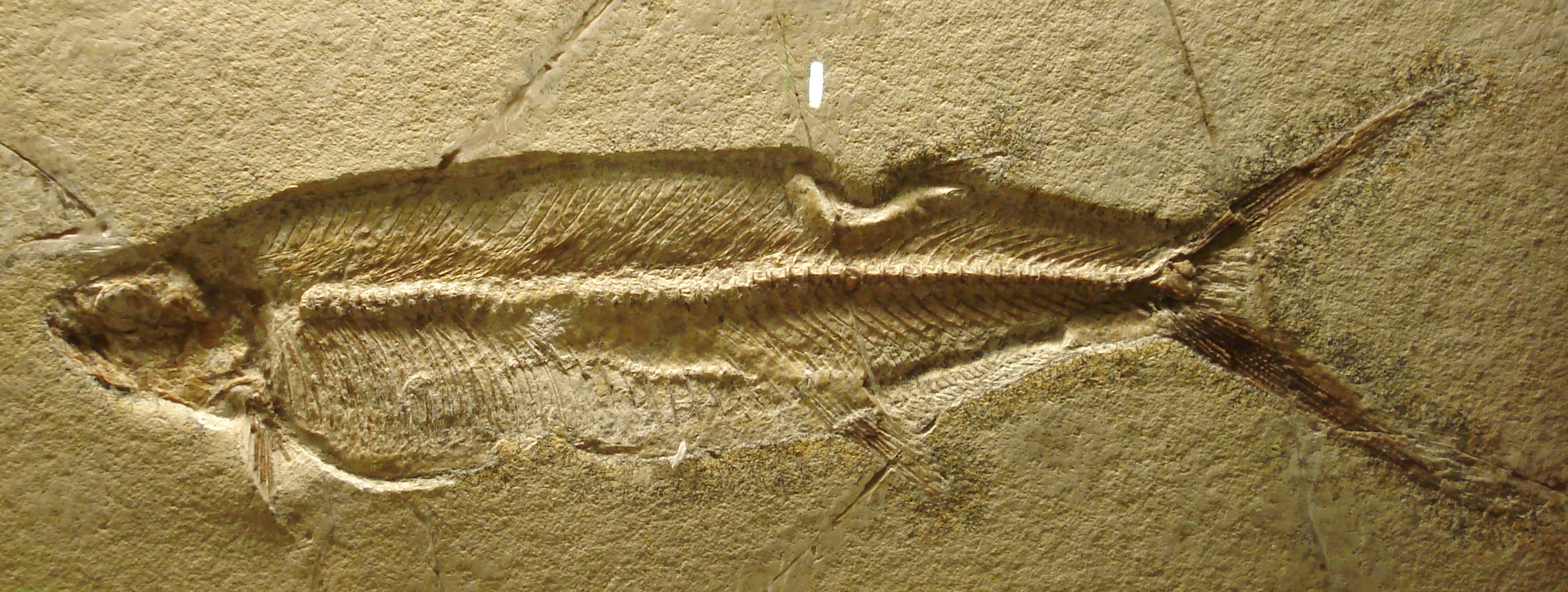
Fossile di Thrissops subovatus

Thrissops  è un genere di pesci ossei estinto, appartenente agli ittiodectiformi. Visse tra il Giurassico superiore e il Cretaceo inferiore (150 – 130 milioni di anni fa) e i suoi resti sono stati ritrovati in Europa (Germania, Francia, Inghilterra) e in Africa del Nord.

## Descrizione
Lungo una sessantina di centimetri, questo pesce di medie dimensioni possedeva un corpo slanciato e una coda nettamente divisa in due lobi quasi identici (omocerca). Le pinne pettorali e pelviche erano piuttosto ridotte, mentre quella anale era molto allungata. Il cranio era corto e alto, dotato di numerosi denti acuminati.

## Classificazione
Il trissope è un tipico rappresentante degli ittiodectiformi (Ichthyodectiformes), un gruppo di pesci ossei dalle abitudini predatrici, caratteristici del Mesozoico superiore. Questi animali si originarono probabilmente da pesci simili a Leptolepis nel corso del Giurassico, per poi specializzarsi e aumentare di dimensioni nel Cretaceo. Alcune forme, come Xiphactinus, raggiungevano i 4 metri di lunghezza. Il Thrissops potrebbe essere considerato un antenato dei moderni Osteoglossiformes, il più primitivo gruppo di pesci ossei che include anche l'arapaima.
Thrissops è noto in vari giacimenti europei, in particolare a Solnhofen, in Baviera, dove è conservato in sedimenti finissimi. Una delle specie più note è Thrissops formosus.

## Stile di vita
Questo animale era un predatore, che cacciava una quantità di animali nella acque marine calde e poco profonde. Alcuni resti fossili hanno portato gli studiosi a ritenere che Thrissops si cibasse anche di individui della stessa specie.